# Werner Beumelburg
Werner Beumelburg est un écrivain allemand, né le 19 février 1899 à Traben-Trarbach en province de Rhénanie et décédé le 9 mars 1963 à Wurtzbourg. Il est l'un des auteurs de ce que Armin Mohler a appelé le « nationalisme soldatique », surgi de l'expérience du front de la Première Guerre mondiale.

## Biographie
Il est le fils d'Eduard Beumelburg et Marie, née Waldeyer. Son frère Walter (1894-1944) deviendra directeur d'une station de radio à Berlin. Il suit sa scolarité à Traben-Trarbach. Il participe à la Première Guerre mondiale dans une unité du génie, d'abord en tant que Fahnenjunker (élève officier), puis, à partir de 1917, en tant qu'officier. Il participe à la bataille de Verdun et reçoit la croix de fer de première et de seconde classes.
Après la guerre, il étudie l'histoire et les sciences politiques à Cologne. En 1921, il travaille comme rédacteur en chef de la « Deutsche Soldatenzeitung », au ministère de la Reichswehr. Puis, en 1924, il devient rédacteur en chef politique de la Deutsche Allgemeine Zeitung à Düsseldorf. Il devient écrivain indépendant à partir de 1926. Il s'installe à Berlin en 1932.
Au sein de l'agitation intellectuelle des différents courants de la Révolution conservatrice, il est, aux côtés notamment d'Ernst Jünger et de Franz Schauwecker, l'un des représentants du « nationalisme soldatique », né de l'expérience des tranchées.
Son premier livre The Stolen Lie (1921) est une réfutation de la culpabilité de l'Allemagne dans la Première Guerre mondiale et l'expression de l'attente forte d'un "leader" sous la forme d'un roman de science- fiction.
De 1923 à 1928, il écrit quatre livres sur la guerre. Certains de ses écrits sont publiés sous le pseudonyme de Mc Gorgo.
À partir de 1933, il dirige la collection de livres « Schriften an die Nation ». 
En octobre 1933, il est parmi les 88 écrivains qui ont signé l'allégeance à Adolf Hitler.
Il écrit sur le Service du travail du Reich, l'annexion de l'Autriche et de l'utilisation de la Légion Condor pendant la guerre civile espagnole.
En 1942, il travaille comme officier de l'Aviation au journal d'Hermann Goering. Pendant la Seconde Guerre mondiale, il prend ses distances avec le régime nazi. En 1945, il est arrêté par l'armée américaine.
Après la guerre, il est détenu dans l'ancien camp de concentration de Dachau. Il est libéré et vit proche de Munich comme agriculteur.
Sa carrière d'après-guerre prend fin dans les années 1950. Il est rejeté par les éditeurs.

## Œuvres
Sa production peut être subdivisée en quatre groupes thématiques: les livres consacrés au Reich (ou la tradition impériale), les livres de guerre (sur la Première Guerre mondiale), les livres sur le Troisième Reich, les livres postérieurs à 1945.
Suivant l'historien de la Révolution conservatrice Armin Mohler, Beumelberg a développé une forme tout à fait originale de « récit historique » , qui ne relève ni de l'historiographie ni du roman, mais cherche à offrir une sorte d' « image vivante ».
- Douaumont (1923)
- Ypern 1914 (1925)
- Loretto (1927)
- Flandern 1917 (1928)
- Die stählernen Jahre (1929)
- Sperrfeuer um Deutschland (1929)
- Die Gruppe Bosemüller (Der große Roman der Frontsoldaten) (1930)
- Der Strom (1930)
- Der Kuckuck und die zwölf Apostel, Roman (1931)
- Deutschland in Ketten, Von Versailles bis zum Young-Plan (1931)
- Bismarck gründet das Reich (1932)
- Das jugendliche Reich. Reden und Aufsätze zur Zeitwende (1933)
- Friedrich II. von Hohenstaufen (1934)
- Preußische Novelle (1935)
- Kaiser und Herzog. Kampf zweier Geschlechter um Deutschland (1936)
- Die Hengstwiese. Novelle (1937)
- Reich und Rom. Oldenburg (1937)
- Der König und die Kaiserin. Friedrich der Große und Maria Theresia (1938)
- Mont Royal. Ein Buch vom himmlischen und vom irdischen Reich (1938)[3]
- Österreich und das Reich der Deutschen: kurze Geschichte des Großdeutschen Reiches (1938)
- Kampf um Spanien (1939)
- Sieg im Osten. So schlugen wir die Russen 1914/17 (1939)
- Von 1914 bis 1939. Sinn und Erfüllung des Weltkriegs (1940)
- Geschichten vom Reich (1941)
- Reich und Rom (1943)
- Hundert Jahre sind wie ein Tag. Roman einer Familie. Oldenburger Verlagshaus vorm. Gerhard Stalling Verlag, Oldenburg 1950
- Nur Gast auf dunkler Erde (1951)
- Jahre ohne Gnade (1952)
- Das Kamel und das Nadelöhr (1957)
- ...und einer blieb am Leben (1958)
- König Nobels letzte Reise (non publié)